# Ambrosius Berndt
Ambrosius Berndt (* um 1500 in Jüterbog; † 12. Januar 1542 in Wittenberg) war ein deutscher Philologe und evangelischer Theologe.

## Leben
Berndt immatrikulierte sich am 3. Mai 1520 an der Universität Wittenberg und absolvierte hier eine Grundausbildung, die er mit der Erlangung des Grades eines Baccalaureus 1521 abschloss. Er ging als Lehrer nach Breslau an das St.-Elisabeth-Gymnasium, wo er unter dem Direktor Andreas Winckler seine ersten praktischen Erfahrungen machte. Am 22. September 1526 erhielt er vom Breslauer Rat ein Stipendium, um seine Studien weiter betreiben zu können. Mit einem Empfehlungsschreiben von Johannes Metzler machte er sich Ende 1526 wieder auf dem Weg nach Wittenberg.
Vor allem von Philipp Melanchthon unterstützt, absolvierte er am 30. April 1528 den Grad eines Magisters der Philosophie und wurde noch im gleichen Jahr am 18. Oktober in die philosophische Fakultät aufgenommen. In der philosophischen Fakultät der Wittenberger Hochschule bekleidete er im Sommersemester 1530 das Dekanat, wurde Ende des Jahres als Pfarrer nach Schweidnitz berufen und trat dieses Amt am 12. Juni dort an. Er scheiterte am konfessionellen Widerstand der dortigen Altaristen und zog sich unverrichteter Dinge nach Wittenberg zurück.
Nachdem er kurze Zeit als Rektor der Schule in Görlitz tätig gewesen war, kehrte er wieder nach Wittenberg zurück. 1535 erhielt er in Wittenberg die zweite Professur der lateinischen Sprache, behandelte in dieser die Grammatik nach Terenz, wurde im Sommersemester 1537 abermals Dekan der philosophischen Fakultät und fand im Februar 1541 Aufnahme in das Wittenberger Konsistorium.
Berndt war in erster Ehe mit Barbara von Bora († 1532) vermählt. Die zweite Ehe schloss er mit einer Frau unbekannten Namens († November 1537) und in dritter Ehe verlobte er sich am 10. November 1538 mit Lene Kaufmann der Nichte Martin Luthers, die er am 27. November 1538 ehelichte. Seine Witwe heiratete gegen den Willen Luthers nach dessen Tode den Mediziner Ernst Reuchlin.

## Werkauswahl
- Disp. De Absolutione. Wittenberg 1537.
- Disp. De philosophia et sectis. Wittenberg 1539.